# Zalasárszeg, Zala
Zalasárszeg  este un sat în districtul Nagykanizsa, județul Zala, Ungaria, având o populație de 126 de locuitori (2011). 

## Demografie
Componența etnică a satului Zalasárszeg
     Maghiari (90,77%)
     Romi (6,92%)
     Germani (2,31%)
Componența confesională a satului Zalasárszeg
     Romano-catolici (46,83%)
     Fără religie (10,32%)
     Reformați (3,97%)
     Necunoscută (38,89%)
Conform recensământului din 2011, satul Zalasárszeg avea 126 de locuitori. Din punct de vedere etnic, majoritatea locuitorilor (90,77%) erau maghiari, existând și minorități de romi (6,92%) și germani (2,31%). Nu există o religie majoritară, locuitorii fiind romano-catolici (46,83%), persoane fără religie (10,32%) și reformați (3,97%). Pentru 38,89% din locuitori nu este cunoscută apartenența confesională.